# Wengen (Oberstaufen)
Wengen (mundartlich: Wengə, ov Wengə nüs) ist ein Gemeindeteil der Marktgemeinde Oberstaufen im bayerisch-schwäbischen Landkreis Oberallgäu.

## Geographie
Der Weiler liegt circa 1,5 Kilometer östlich des Hauptorts Oberstaufen im Tal zwischen Staufner Berg und Dachrain. Südlich von Wengen verlaufen die Queralpenstraße B 308 und die Bahnstrecke Buchloe–Lindau.

## Ortsname
Der Ortsname stammt vom mittelhochdeutschen Wort wanc für Wiesenabhang, Halde und bedeutet (Siedlung) an den Abhängen.

## Geschichte
Wengen wurde erstmals urkundlich im Jahr 1573 mit Wengerbach  erwähnt. Eine Erwähnung aus dem Jahr 1506 kann dem Ort nicht sicher zugeordnet werden. Vor dem Jahr 1808 fand die Vereinödung Wengens statt.